# 吉興
吉興（きっこう）は中華民国・満州国の軍人・政治家。満洲族愛新覚羅氏で、皇族の出身。北京政府・奉天派の軍人となり、後に満州国に参加した。字は培之。

## 事績

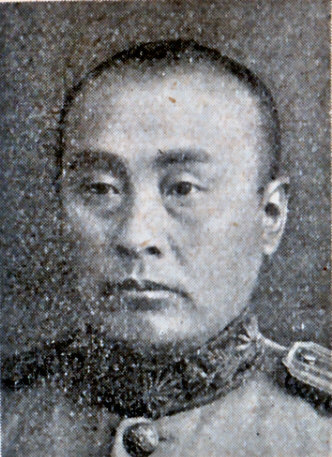
北京政府時代の吉興

日本に留学し、陸軍士官学校第8期砲兵科を卒業した。帰国後は、張作霖率いる奉天派の軍人として軍歴を重ねる。奉天省督軍公署少校参謀から始まり、1916年（民国5年）、鴨渾両江水上警察庁庁長に任命される。1918年（民国7年）、奉天軍総司令部参謀処処長兼第27師参謀長となった。1920年（民国9年）、黒竜江省砲兵団団長に異動する。翌年、吉林省督軍公署参議長兼省長公署参議となる。1924年（民国13年）、東北陸軍第13旅旅長兼延吉鎮守使に任ぜられた。1931年（民国20年）、延吉警備司令となる。
満州事変（九・一八事変）が勃発すると、吉興は煕洽に従って関東軍に与した。1932年（大同元年）3月9日に満州国が正式に成立した直後の14日に、吉林省警備司令官に任命されている。1934年（康徳元年）に陸軍上将位を授与され、同年7月21日、第2軍管区司令官に任命された。1941年（康徳8年）3月3日、勇退した張海鵬の後任として侍従武官処武官長に任ぜられる。1944年（康徳11年）4月24日、袁金鎧が病気辞任したことに伴い尚書府大臣に転じた。
満州国滅亡後、吉興はソ連軍に逮捕、連行された。中華人民共和国成立後の1950年7月31日に、身柄を引き渡され、撫順戦犯管理所に収監されている。1964年12月29日に実施された第5回戦犯特赦において、吉興は釈放された。その後の行方は不明である。

## 注
1. ↑  徐友春主編（2007）、306頁。
2. ↑  王ほか主編（1996）、344-345頁。
3. ↑  外務省情報部（1928）、791頁。
4. ↑  「東省特別区長官に張景恵氏」『東京朝日新聞』昭和7年（1932年）3月15日。
5. ↑  郭主編（1990）、1864頁。
6. ↑  「満州国軍首脳異動」『朝日新聞』昭和16年（1941年）3月4日。
7. ↑  「吉興上将新任 尚書府大臣更迭」『朝日新聞』昭和17年（1942年）4月25日。
8. ↑  『人民日報』1964年12月29日、第1版。なおこの回の特赦では、王陵基や李守信らも釈放されている。
9. ↑  徐主編（2007）、306頁と王ほか主編（1996）、345頁によれば、吉興は1954年に戦犯管理所内で死去したことになる（没年は王ほか主編、獄死は徐友春主編に記述。享年76）。しかし、これは誤りと思われる。